# Козёл отпущения (фильм, 1921)
«Козёл отпущения» (англ. The Goat) — американская черно-белая немая кинокомедия Бастера Китона 1921 года.

## Сюжет
Бродяга Бастер, бродит по городу в поисках пищи, в результате ряда несчастных случаев, совпадений и абсурдных недоразумений, его принимают за опасного преступника по кличке «Снайпер Дэн».

## В ролях
- Бастер Китон — козел отпущения
- Вирджиния Фокс — дочь шерифа полиции
- Джо Робертс — шериф
- Малкольм Ст. Клер — Снайпер Дэн
- Эдвард Ф. Клайн — полицейский на телефонном столбе
- Джо Китон — эпизодическая роль
- Луиза Китон — эпизодическая роль
- Майра Китон — эпизодическая роль